# Монофосфід вуглецю
Монофосфід вуглецю — двоатомна хімічна речовина з формулою CP. Це важчий аналог ціанорадикалу (CN). CP і CN є сполуками з незаповненою оболонкою з основними електронними станами дублета Π, тоді як основні стани CS і CO мають заповнені оболонки. Аніон моносульфіду вуглецю CP− називається ціафідом і ізоелектронний до CS.

## Виявлення в міжзоряному середовищі
Монофосфід вуглецю був виявлений у навколозоряній оболонці зорі IRC +10216 у 1990 році. Він спостерігався за допомогою радіотелескопа IRAM 30m.